# Station Leamington Spa
Leamington Spa is een spoorwegstation van National Rail in Royal Leamington Spa, Warwick in Engeland. Het station is eigendom van Network Rail en wordt beheerd door Chiltern Railways. 